# Preolímpico Sudamericano de Voleibol Femenino 2020
El Preolímpico Sudamericano de Voleibol Femenino 2020 fue un torneo que determinó a la selección clasificada por parte de la Confederación Sudamericana de Voleibol (CSV) al Torneo femenino de voleibol en los Juegos Olímpicos de Tokio 2020, se llevó a cabo del 7 al 9 de enero de 2020 en Bogotá. El evento fue organizado por la Federación Colombiana de Voleibol bajo la supervisión de la CSV.
La Argentina obtuvo el único pasaje que otorgaba el torneo a los Juegos Olímpicos.

## Organización
| Bogotá | Bogotá                                                                              |
| ------ | ----------------------------------------------------------------------------------- |
| Bogotá | Coliseo El Salitre                                                                  |
| Bogotá | Capacidad: 7000 espectadores                                                        |
| Bogotá | Acto protocolario previo al juego entre Colombia y Venezuela en la primera jornada. |

### País anfitrión y ciudad sede
El 1 de octubre de 2019 la CSV le entregó a la ciudad de Manizales, Colombia, la organización del torneo, imponiéndose a Bariloche (Argentina) y Cajamarca (Perú), contando como escenario de todos los partidos el Coliseo Jorge Arango Uribe.
Sin embargo, el 30 de noviembre de 2019, la ciudad de Manizales renunció a su designación por "razones netamente contractuales y que están fuera del alcance de la administración municipal", en referencia a la realización en la ciudad por esos días de múltiples eventos relacionados con la tradicional Feria de Manizales.
La CSV dio plazo para la nueva sede hasta el 1 de diciembre de 2019, donde de forma conjunta el Comité Olímpico Colombiano, la Federación Colombiana de Voleibol y el IDRD anunciaron que Bogotá es la nueva sede del evento deportivo.

#### Recinto
El Coliseo El Salitre, ubicado en Bogotá fue el recinto elegido para el desarrollo de la competencia.
Es el escenario más importante de la Unidad Deportiva El Salitre y cuenta con capacidad para 7000 espectadores. Ya había sido utilizado en el Campeonato Sudamericano de Voleibol Masculino de 2009.

## Equipos participantes
El torneo lo disputaron los cuatro mejores equipos del Campeonato Sudamericano de Voleibol Femenino de 2019 (excepto Brasil, por estar ya clasificada). Las posiciones finales se muestran en paréntesis:
- Colombia (2)
- Perú (3)
- Argentina (4)
- Venezuela (5)

## Formato de competición
El torneo constó solamente de un grupo único conformado por las 4 selecciones participantes, cada equipo se enfrentó a tres rivales con un sistema de todos contra todos. El orden de los equipos en el grupo se determinó de la siguiente manera:
- Número de partidos ganados y perdidos.
- Puntos obtenidos, los cuales son otorgados de la siguiente manera:
  - Partido con resultado final 3-0 o 3-1: 3 puntos al ganador y 0 puntos al perdedor.
  - Partido con resultado final 3-2: 2 puntos al ganador y 1 punto al perdedor.
- Proporción entre los sets ganados y los sets perdidos (Sets ratio).
- Proporción entre los puntos ganados y los puntos perdidos (Puntos ratio).
- Resultado del partido entre los equipos implicados.

## Calendario
| Fase  | Jornada   | Fecha              |
| ----- | --------- | ------------------ |
| Única | Jornada 1 | 7 de enero de 2020 |
| Única | Jornada 2 | 8 de enero de 2020 |
| Única | Jornada 3 | 9 de enero de 2020 |

## Resultados
– Clasificado a los Juegos Olímpicos de Tokio 2020.

### Grupo único
- Sede:  Coliseo El Salitre, Bogotá, Colombia.
- Las horas indicadas corresponden al huso horario local: UTC-5.

| Pos. | Equipo    | Partidos | Partidos | Pts. | Sets | Sets | Sets  | Puntos | Puntos | Puntos |
| Pos. | Equipo    | PG       | PP       | Pts. | SG   | SP   | Ratio | PG     | PP     | Ratio  |
| ---- | --------- | -------- | -------- | ---- | ---- | ---- | ----- | ------ | ------ | ------ |
| 1    | Argentina | 3        | 0        | 9    | 9    | 1    | 9.000 | 242    | 198    | 1.222  |
| 2    | Colombia  | 2        | 1        | 6    | 7    | 3    | 2.333 | 238    | 196    | 1.214  |
| 3    | Venezuela | 1        | 2        | 3    | 3    | 6    | 0.500 | 188    | 216    | 0.870  |
| 4    | Perú      | 0        | 3        | 0    | 0    | 9    | 0.000 | 168    | 226    | 0.743  |

| Fecha      | Hora  | Equipo 1  | Res.  | Equipo 2  | Set 1 | Set 2 | Set 3 | Set 4 | Set 5 | Total   | Reporte                                                                                                   |
| ---------- | ----- | --------- | ----- | --------- | ----- | ----- | ----- | ----- | ----- | ------- | --- |
| 7 de enero | 18:00 | Argentina | 3 – 0 | Perú      | 26-24 | 25-16 | 25-18 |       |       | 76 – 58 | Reporte (enlace roto disponible en Internet Archive; véase el historial, la primera versión y la última). |
| 7 de enero | 20:30 | Venezuela | 0 – 3 | Colombia  | 26-28 | 18-25 | 14-25 |       |       | 58 – 78 | Reporte (enlace roto disponible en Internet Archive; véase el historial, la primera versión y la última). |
| 8 de enero | 18:00 | Argentina | 3 – 0 | Venezuela | 25-19 | 25-16 | 25-20 |       |       | 75 – 55 | Reporte (enlace roto disponible en Internet Archive; véase el historial, la primera versión y la última). |
| 8 de enero | 20:30 | Perú      | 0 – 3 | Colombia  | 23-25 | 12-25 | 12-25 |       |       | 47 – 75 | Reporte (enlace roto disponible en Internet Archive; véase el historial, la primera versión y la última). |
| 9 de enero | 18:00 | Perú      | 0 – 3 | Venezuela | 18-25 | 22-25 | 23-25 |       |       | 63 – 75 | Reporte (enlace roto disponible en Internet Archive; véase el historial, la primera versión y la última). |
| 9 de enero | 20:30 | Argentina | 3 – 1 | Colombia  | 16-25 | 25-21 | 25-16 | 25-23 |       | 91 – 85 | Reporte (enlace roto disponible en Internet Archive; véase el historial, la primera versión y la última). |

## Posiciones finales
| Pos | Equipo    |
| --- | --------- |
|     | Argentina |
|     | Colombia  |
|     | Venezuela |
| 4   | Perú      |

## Clasificado a losJuegos Olímpicos 2020
| Bandera de Argentina |
| Argentina            |
| -------------------- |